# Demokratske promjene u Hrvatskoj
Demokratske promjene u Hrvatskoj naziv je za društveno-politički proces transformacije na kraju režima Saveza komunista Jugoslavije i Saveza komunista Hrvatske i prijelaz na parlamentarnu demokraciju. Promjene su bile popraćene velokosrpskom Agresijom na Hrvatsku. 
Usko su povezane i sa slomom komunizma u istočnoj Europi. 

## Demokratski izbori 1990.
Hrvatsko iseljeništvo je izdavalo brojne časopise i knjige o položaju Hrvatske u Jugoslaviji, organiziralni su politički zborovi i tražili saveznike.
U Hrvatskoj je djelovala skupina disidenta koji su djelovali i kad su im potkraj 80-ih godina vračene putovnice, počela se povezivati domovinska i iseljena Hrvatska. 
Nakon razlaza u Saveznoj skupštini u Beogradu omogućeno je osivanje i organiziranje stranačkih organiziranja i najavljeni su demokratski izbori 1989.
Prve dvije političke stranke u Hrvatskoj bile su Hrvatska socijalno-liberalna stranka (HSLS) i Hrvatska demokratska zajednica (HDZ) pod vodstvom dr. Franje Tuđmana.
U prolječe 1990. održani su prvi demokratski izbori u Hrvatskoj.  Najveću podršku je dobila Hrvatska demokratska zajednica (HDZ) jer je imala za cilj stvaranje samostalne hrvatske države i stvaranje demokratskog poretka. 
U modernoj Hrvatskoj nije provođena lustracija ili dekomunizacija kojom bi bili isključeni komunisti, novinari ili djelatnici tajne policije iz političkog i iz javnog života. Ponekad i bez obzira da li su tijekom svoga rada u prethodnom socijalističkom sustavu kršili ljudska prava ili bili aktivni progonitelji političkih protivnika.  

## Vanjske poveznice
- Slom Komunizma i Jugoslavije - Nastanak slobodne Hrvatske (1990. – 1997.)  Arhivirana inačica izvorne stranice od 14. siječnja 2012. (Wayback Machine)